# François Fénelon
François de Salignac de la Mothe (bolje znan kot François Fénelon), francoski katoliški teolog, nadškof, pesnik in pisatelj, * 1651, † 1715.